# Evidence
«Evidence» (En español: «Evidencia») es una canción de Faith No More, lanzado como el tercer y último sencillo de su quinto álbum de estudio, King for a Day... Fool for a Lifetime. Al igual que las otras versiones del álbum, no para trazar en los Estados Unidos, sin embargo, la canción tuvo un éxito moderado en el Reino Unido y Australia. 
La canción está fuertemente influenciado por el jazz y la voz se registraron también en italiano, portugués y español, el último de los cuales fue incluido en el álbum como bonus track. En los conciertos, el cantante Mike Patton normalmente realiza las letras según el país en que el espectáculo se lleva a cabo.

## Lista de canciones
| Orange Drooker 1. «Evidence» – 4:53 2. «King for a Day» – 6:36 3. «I Wanna Fuck Myself» (GG Allin) – 2:54 4. «Spanish Eyes» (Kaempfert/Singleton/Snyder) – 2:59 Pale Blue Drooker 1. «Evidence» – 4:53 2. «Midlife Crisis» (Live) * – 3:26 3. «Epic» (Live) * – 4:49 4. «We Care a Lot» (Live) * – 4:05 | Negative of Screaming Woman 1. «Evidence» – 3:56 2. «Das Schutzenfest» – 3:03 3. Interview† Screaming Woman 1. «Evidence» 2. «Easy» (Live) ‡ 3. «Digging The Grave» (Live) § 4. «From out of Nowhere» (Live) § |

## Personal
- Mike Patton – voces
- Billy Gould – bajo
- Mike Bordin – batería
- Roddy Bottum – teclados
- Dean Menta – guitarras (all tracks except "Evidence" and "King for a Day")
- Trey Spruance – guitarras en «Evidence» y «King for a Day»
- Eric Drooker – ilustraciones

## Posicionamiento en listas
| Listas (1995)                     | Mejor posición |
| --------------------------------- | -------------- |
| UK Charts                         | 32             |
| Australia ARIA Charts             | 27             |
| Finland (Suomen virallinen lista) | 5              |
| New Zealand RIANZ Charts          | 38             |
| Netherlands NVPI Charts           | 42             |